# Kikkawa (Klan)

Wappen der Kikkawa

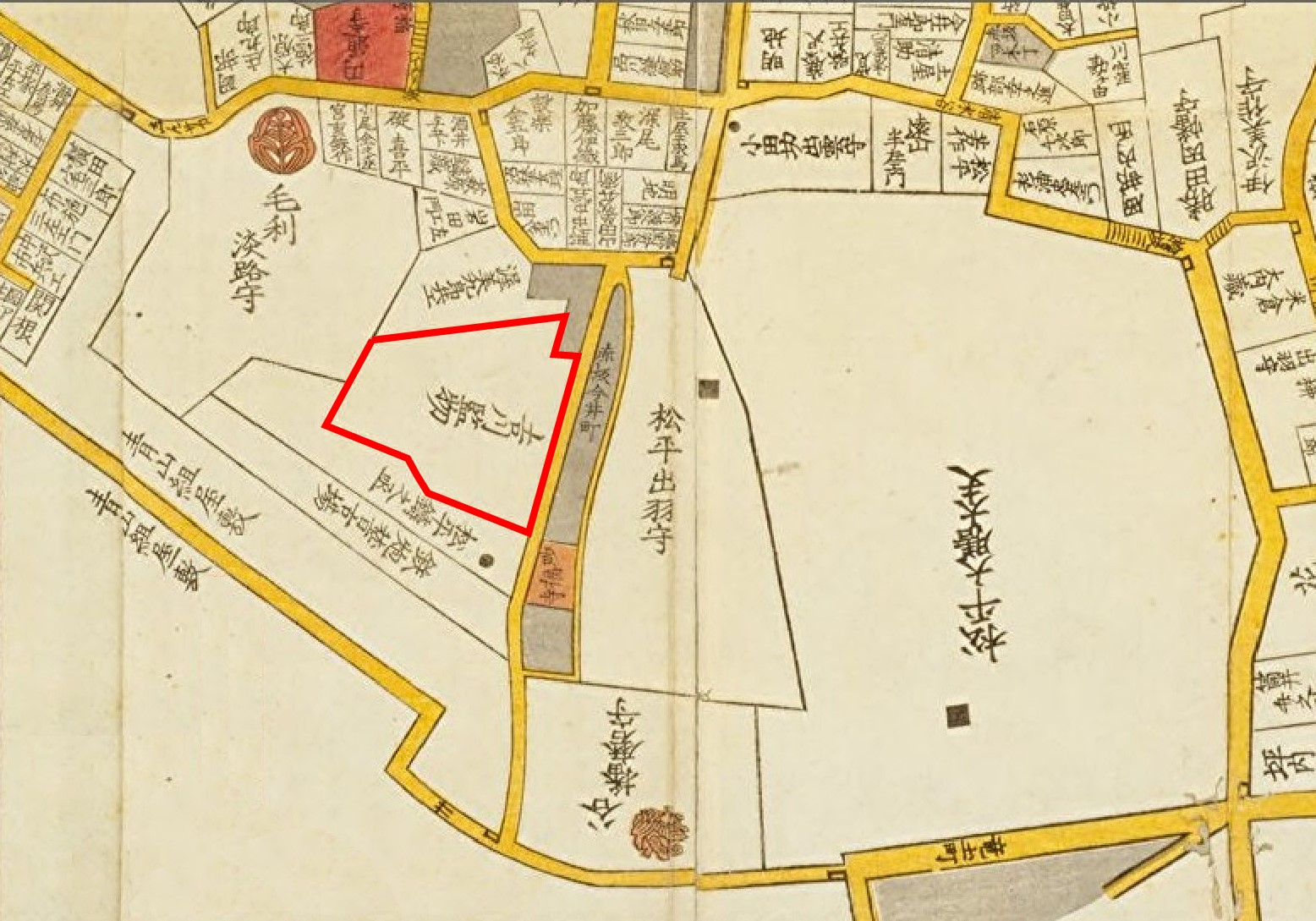
Kikkawa-Residenz in Edo

Die Kikkawa (japanisch 吉川氏, Kikkawa-shi)  waren eine Familie des japanischen Schwertadels (Buke), die sich von den Fujiwara ableitete. Mit einem Einkommen von 30.000 Koku gehörten die in Iwakuni (Präfektur Yamaguchi) residierenden Kikkawa zu den kleineren Burgherren der Edo-Zeit.

## Genealogie
- Motoharu (元春; 1530–1586), zweiter Sohn Mōri Motonaris, wurde von Kikkawa Okitsune adoptiert. Er zeichnete sich in den Feldzügen aus, die sein Vater unternahm, um seinen Besitz zu vergrößern. Nach dem Sieg über Amako Katsuhisa nahm er 1578 die Provinzen Izumo, Hōki, Tajima und Inaba in Besitz. Später kämpfte Motoharu zwei Jahre gegen Toyotomi Hideyoshi, den Oda Nobunaga gesandt hatte, um den Besitz der Mōri zu reduzieren. Nach dem Tode Nobunagas wurde 1582 Friede geschlossen. Danach erkrankte Motoharu, übergab seine Domänen an seinen Sohn Motonaga und zog sich nach Kokura zurück, wo er starb.
- Motonaga (元長; 1547–1587), ältester Sohn Motoharus, nahm an den Feldzügen seines Vaters teil. Er starb bald nach ihm.
- Hiroie (広家; 1561–1625), dritter Sohn Motoharus, begab sich 1583 nach Kyoto, wo er den Titel eines Kurōdo (蔵人) innehatte. Er folgte seinem Bruder Motonaga, der ohne Nachkommen gestorben war und erhielt die Domäne von Toda (Izumo) mit 200.000 Koku. Hideyoshi verheiratete ihn mit der Schwester von Ukita Hideie, den er adoptiert hatte und gab ihm den Namen Toyotomi. Hiroie nahm 1592 zusammen mit seinem Vetter Mōri Terumoto am Korea-Feldzug teil. Nach der Schlacht von Sekigahara wurde er abgesetzt, da er auf der Seite der Toyotomi gestanden hatte. Daraufhin ging er nach Iwakuni und baute sich dort die Burg Iwakuni.
- Hiromasa (広正; 1601–1666), Hiroies Sohn, musste die Burg auf generelle Anweisung des Shogunats, "Nur eine Burg je Provinz" aufgeben, ihm blieb nur das Anwesen am Fuße des Burgberges. Die Familie residierte dort bis 1868. Erst 1868 erhielt die Familie den Daimyō-Rang. Der erste und letzte Fürst war
- Tsunetake (経健; 1855–1909), nach 1868 Vizegraf.